# 2019-es francia labdarúgó-ligakupa-döntő
A 2019-es francia labdarúgó-ligakupa-döntő a 25. döntője volt a Ligakupának, a Ligue de Football Professionnel 42 csapatának kiírt franciaországi labdarúgó-sorozatnak. 2019. március 30-án a Stade Pierre-Mauroy stadionban rendezték meg a döntőt, a Strasbourg és Guingamp csapatának részvételével.
A kupát 0–0-s döntetlent követően büntetőpárbajban 4–1-re a Strasbourg nyerte meg, története során negyedik alkalommal.

## Út a döntőbe
| Strasbourg    | Strasbourg   | Forduló       | Guingamp                | Guingamp     |
| ------------- | ------------ | ------------- | ----------------------- | ------------ |
|               |              |               |                         |              |
| Ellenfél      | Eredmény     |               | Ellenfél                | Eredmény     |
| Lille (O)     | 2–0          | Harmadik kör  | Angers (O)              | 0–0 (b: 3–2) |
| Marseille (I) | 1–1 (b: 4–2) | Nyolcaddöntők | Nice (I)                | 0–0 (b: 3–1) |
| Lyon (I)      | 2–1          | Negyeddöntő   | Paris Saint-Germain (I) | 2–1          |
| Bordeaux (O)  | 3–2          | Elődöntő      | Monaco (O)              | 1–1 (b: 5–4) |

## A mérkőzés
| 2019. március 30. |

| Strasbourg                     | 0–0 (h. u.)                 | Guingamp            |
| ------------------------------ | --------------------------- | ------------------- |
|                                | (0–0, 0–0, 0–0) Jegyzőkönyv |                     |
| Büntetőpárbaj                  |                             |                     |
| Prcić Thomasson Liénard Carole | 4–1                         | Mendy Didot Rodelin |

| Stade Pierre-Mauroy, Villeneuve-d’Ascq Nézőszám: 49 161 Játékvezető: Benoît Millot |

| Strasbourg | Guingamp |

| GK              | 30 | Bingourou Kamara    |     |      |
| CB              | 5  | Lamine Koné         |     | 90'  |
| CB              | 13 | Stefan Mitrović (c) |     |      |
| CB              | 4  | Pablo Martinez      |     |      |
| RWB             | 27 | Kenny Lala          |     |      |
| LWB             | 19 | Anthony Caci        |     |      |
| CM              | 18 | Ibrahima Sissoko    | 69' | 118' |
| CM              | 14 | Sanjin Prcić        |     |      |
| CM              | 26 | Adrien Thomasson    | 97' |      |
| CF              | 12 | Lebo Mothiba        |     | 81'  |
| CF              | 25 | Ludovic Ajorque     |     | 105' |
| Cserejátékosok: |    |                     |     |      |
| GK              | 1  | Matz Sels           |     |      |
| DF              | 23 | Lionel Carole       |     | 90'  |
| MF              | 11 | Dimitri Liénard     |     | 118' |
| MF              | 17 | Anthony Gonçalves   |     |      |
| MF              | 22 | Youssouf Fofana     |     |      |
| FW              | 20 | Kévin Lucien Zohi   |     | 105' |
| FW              | 29 | Nuno da Costa       |     | 81'  |
| Vezetőedző:     |    |                     |     |      |
| Thierry Laurey  |    |                     |     |      |

| GK                 | 16 | Marc-Aurèle Caillard |     |     |
| RB                 | 25 | Cheick Traoré        |     |     |
| CB                 | 15 | Jérémy Sorbon (c)    |     |     |
| CB                 | 29 | Christophe Kerbrat   |     |     |
| LB                 | 5  | Pedro Rebocho        |     |     |
| CM                 | 6  | Lebogang Phiri       | 24' |     |
| CM                 | 21 | Didier Ndong         |     |     |
| RW                 | 10 | Nicolas Benezet      | 70' | 86' |
| AM                 | 7  | Ludovic Blas         |     | 98' |
| LW                 | 11 | Marcus Thuram        |     |     |
| CF                 | 26 | Nolan Roux           |     | 67' |
| Cserejátékosok:    |    |                      |     |     |
| GK                 | 1  | Karl-Johan Johnsson  |     |     |
| DF                 | 3  | Papy Djilobodji      |     |     |
| DF                 | 20 | Félix Eboa Eboa      |     |     |
| MF                 | 19 | Mehdi Merghem        |     |     |
| MF                 | 22 | Étienne Didot        |     | 98' |
| FW                 | 9  | Alexandre Mendy      |     | 67' |
| FW                 | 23 | Ronny Rodelin        |     | 86' |
| Vezetőedző:        |    |                      |     |     |
| Jocelyn Gourvennec |    |                      |     |     |

| A mérkőzés legjobbja: Bingourou Kamara (Strasbourg) Asszisztensek: Stéphan Luzi Aurélien Drouet Ötödik játékvezető: Johan Hamel Videóbíró: Jérôme Brisard Videóbíró asszisztens: Hakim Ben El Hadj | Szabályok - 90 perc játékidő. - 30 perc hosszabbítás döntetlen esetén. - Tizenegyesrúgások újabb döntetlen esetén. - Hét nevezhető cserejátékos. - Maximum három cserelehetőség, hosszabbítás esetén újabb egy játékos becserélhető. |